# Thylacosmilus

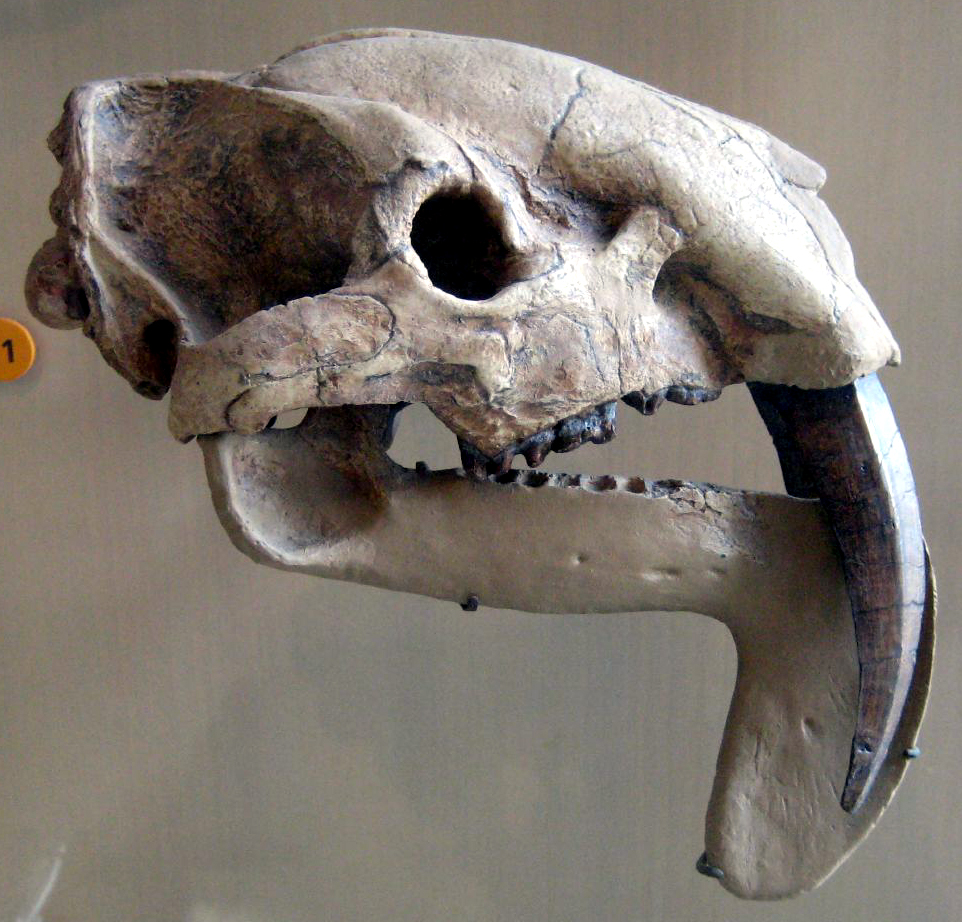
Cráneo de Thylacosmilus atrox en el Museo Americano de Historia Natural.

Thylacosmilus ("Cuchillo de Bolso" en griego) es un género extinto de mamíferos marsupiales perteneciente a los Sparassodonta. Fue un superpredador tipo dientes de sable que vivió durante el Mioceno hace aproximadamente 7 millones de años. Los restos de estos animales han sido hallados en América del Sur. Fue un importante carnívoro marsupial de la Era Cenozoica, muy parecido al Smilodon invasor procedente de Laurasia, pero sin parentesco alguno, ya que este último es un placentario.
Es otro ejemplo de evolución paralela o convergencia evolutiva, fenómeno por el cual dos especies sin parentesco evolutivo y que nunca habitaron el mismo continente acaban siendo similares ya que ambas cumplían el mismo rol en el ecosistema que habitaban.
Pese a que este animal evolucionó de animales similares al oposum en Sudamérica cuando esta era un continente-isla, sus características le hacían casi idéntico a los Machairodontinae (tigres dientes de sable) que paralelamente evolucionaban en Norteamérica.

## Características

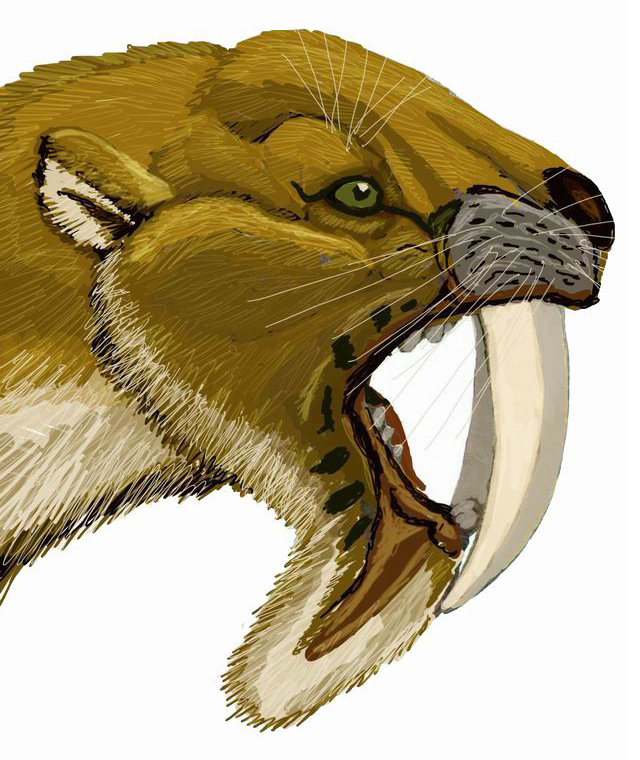
Reacreación de la cabeza.

El Thylacosmilus tenía un tamaño corporal similar al de un puma actual y estaba dotado de un par de larguísimos caninos de unos 15 centímetros que, en posición de reposo se replegaban sobre una mejilla ósea que probablemente estaba recubierta de piel, precisamente como en algunos parientes primitivos del Smilodon. Los hombros eran muy robustos como en los felinos del continente septentrional y probablemente tales características se combinaban en conjunto para garantizar un método de caza muy similar a aquellos de su contraparte norteamericana y europea.
Una notoria diferencia, aparte del carácter marsupial, era el hecho que, al contrario de los mamíferos placentarios, los dientes del tilascomilo eran de crecimiento continuo, y además el tipo de musculatura del cuello, deducida sobre todo por la anatomía de las vértebras cervicales, que debía ser menos potente que aquella de los verdaderos felinos dientes de sable. Esta característica "inferior", junto a otras (por ejemplo las zarpas más cortas en el tilascomilo) debe haber determinado la extinción del tilascomilo cuando Sudamérica y Norteamérica se reunieron en el curso del Plioceno y la fauna del norte (incluidos los felinos dientes de sable) invadieron el sur, venciendo en muchos casos las competencias.
Es muy posible que sus víctimas fueran los grandes mamíferos notoungulados como Trigodon (semejante al rinoceronte), los cuales mataban con un simple mordisco en el cuello, interrumpiendo el flujo sanguíneo al cerebro.